# Славянский правовой центр
Славя́нский правово́й центр (СПЦ) — некоммерческое партнёрство, специализированная юридическая служба по оказанию правовой помощи религиозным организациям и гражданам. Основан в 1993 году путём объединения «Христианского юридического центра» (ХЮЦ) (создан 1993) и Института религии и права (создан в 1992). Кроме некоммерческого партнёрства «Славянский правовой центр» по тому же адресу размещается одноимённое адвокатское бюро.
C 1997 года издаёт ежеквартальный информационно-аналитический журнал «Религия и право». В 2012 году создано сетевое издание «Религия и право».

## Деятельность
Согласно сайту «Славянского правового центра» декларируемые цели деятельности  — оказание юридической помощи и ведение судебных дел, связанных с защитой прав граждан и организаций на свободу совести и вероисповедания.
Руководитель пресс-службы Центра религиоведческих исследований Иринея Лионского Е. О. Мухтаров обращает внимание на то, что судебные дела, в которых участвуют представители СПЦ, касаются защиты прав организаций, входящих в «Российский объединённый союз христиан веры евангельской» (РОСХВЕ), которым руководит С. В. Ряховский — родной брат сопредседателя «Славянского правового центра» В. В. Ряховского. СПЦ является многолетним официальным партнёром РОСХВЕ, оказывая организации юридическую помощь. Кроме того, организация защищает интересы баптистов. Е. О. Мухтаров и журналист А. В. Полушин связывают это с тем, что второй сопредседатель Центра, А. В. Пчелинцев, сам входит в московскую общину евангельских христиан-баптистов. Помимо членства в Российском союзе евангелистских христиан-баптистов России Пчелинцев является руководителем его юридической службы., преподаёт в Московской семинарии евангельских христиан и заведует там кафедрой права и церковно-государственных отношений, а также является членом Консультационного совета в созданном при активном участии зарубежных баптистов «Русско-Американском христианском институте» (РАХИ).

### Руководство и сотрудники
руководство
- А. В. Пчелинцев[2][15]
- В. В. Ряховский[2][16]

сотрудники
- К. М. Андреев[17]
- С. С. Кулов[18]
- Р. Н. Лункин[5] — главный редактор сетевого издания «Религия и право».[19]
- С. В. Чугунов[20]

бывшие сотрудники
- И. В. Загребина[5]
- Г. Н. Питкевич [5][21]
- Н. О. Семёнов[22]

### Судебные процессы
За последние годы «Славянский правовой центр» проиграл несколько громких, получивших значительный резонанс в прессе, судебных процессов.
В частности, это дело об отмене официального предупреждения о недопустимости нарушения законодательства, которое вынесло региональной общественной организации «Центр творческой молодёжи» (ЦТМ) Управление юстиции Минюста РФ по Ярославской области. Оно обвиняло ЦТМ в ведении «религиозной деятельности под видом осуществления образовательных программ» в интересах религиозной организации христиан веры евангельской «Новое поколение» Ярославской области (с мая 2002 года перерегистрировано под названием «Церковь Божья»). ЦТМ пытался опротестовать данное предупреждение в суде, для чего пригласил защищать свои интересы сопредседателей «Славянского правового центра» Анатолия Пчелинцева и Владимира Ряховского. Благодаря их усилиям, Кировский районный суд г. Ярославля дважды (в декабре 2001 и марте 2003 года)выносил решения о том, что не усматривает в деятельности ЦТМ нарушения закона. Е. О. Мухтаров в статье в газете «Ярославские епархиальные ведомости» отмечал следующее: 

История не помнит случаев, когда «Славянский правовой центр» отстаивал бы, скажем, интересы Русской Православной церкви или сажал хулиганов, избивших деревенского батюшку. Зато с его помощью выходят сухими из воды различные неопротестантские «церкви». Да оно и понятно, поскольку возглавляют Центр люди, к «малым религиям» сами неравнодушные — баптист А. Пчелинцев и пятидесятник В. Ряховский. Помимо учёных степеней оба имеют, что называется, связи в коридорах власти и всяких иностранных организациях, состоят членами разных совещательных органов с громкими названиями. На провинциальную Фемиду это действует чрезвычайно. <…> Вот эти люди и приехали на ярославский процесс. Блеснули титулами, красиво стряхнули кремлёвскую пыль в местных коридорах…
 Однако Управление юстиции добилось отмены данных решений и пересмотра дела в Ярославском областном суде. Интересы Управления юстиции на этом процессе представляли начальник отдела по регистрации общественных и религиозных организаций Елена Нестерова, а также действующий по доверенности Управления юстиции Евгений Мухтаров. 19 июня 2003 года областной суд полностью согласился с их доводами о том, что «Центр творческой молодежи» под предлогом осуществления социально-значимых акций проводил незаконную религиозную пропаганду с целью вовлечения граждан в организацию христиан веры евангельской-пятидесяников «Новое поколение». Данное определение вступило в силу с момента его вынесения. Адвокаты ЦТМ публично заявляли о намерении обжаловать это решение в Страсбургском суде,, но дальше деклараций не пошли и «Центр творческой молодежи», как юридическое лицо, был ликвидирован.
Славянский правовой центр проиграл дело против президента Центра религиоведческих исследований, профессора ПСТГУ Александра Дворкина, который в программе «Национальный интерес» телеканала «Россия» 30 сентября 2006 г. обвинил председателя «Российского объединённого союза христиан веры евангельской» Сергея Ряховского в подготовке «оранжевой революции». Глава РОСХВЕ просил суд признать утверждения Александра Дворкина безосновательными и порочащими честь и достоинство. Интересы Сергея Ряховского, не являвшегося на слушания, представляли сопредседатели «Славянского правового центра» Владимир Ряховский, Анатолий Пчелинцев, а также юрист того же центра Михаил Чугунов. Однако 15 мая 2007 года Савёловский районный суд г. Москвы отказал в удовлетворении исковых требований Сергея Ряховского к Александру Дворкину.

### Финансирование и партнёры
Судебные дела, связанные с защитой свободы совести, согласно заявлению сотрудников центра, ведутся юристами «Славянского правового центра» безвозмездно. По заверениям его руководителей, СПЦ финансируется путём пожертвований. Несколько раз Славянский правовой центр получал гранты на свою деятельность от различных иностранных организаций и Общественной палаты Российской Федерации.

В 1998 году журналисты изданий «Новое время» (№ 41, 1998) и «Московский комсомолец» (7 октября 1998) обнародовали сведения финансовой отчётности, согласно которой после принятия Федеральным Собранием и подписания Президентом России Федерального закона «О свободе совести и о религиозных объединениях», вступившего в силу 1 октября 1997 года, ранее критиковавшие его Пчелинцев и Ряховский в связи с этим израсходовали значительные суммы денег, полученные из-за рубежа, на подготовку и проведение различных мероприятий:
Октябрь — декабрь 1997 г. Организация работы штаба по подготовке процесса в Конституционном Суде, привлечение специалистов, подготовка материалов — 10 тысяч долларов США, организация публикаций и выступлений в СМИ по проблемам нового закона — 10 тысяч долларов, подготовка и издание книги «Религия и национализм» — 10 500 долларов и др. Итого: 56 тысяч долларов.
 Декабрь 1997 г. — январь 1998 г. Организация работы штаба по подготовке процесса в Конституционном Суде, привлечение специалистов, подготовка материалов — 3 тысячи долларов. Организация публикаций и выступлений СМИ по проблемам нового закона и фактах нарушения права на свободу совести — 2 тысячи долларов и др. Итого: 28 тысяч долларов

В 2007 году кандидат исторических наук, старший научный сотрудник и заведующий Сектором военно-исторического наследия, заместитель заведующего Отделом мониторинга всемирного и национального наследия Российского НИИ культурного и природного наследия имени Д. С. Лихачёва С. А. Мозговой отмечал, что финансовую, научно-методическую и организационную поддержку «Славянскому правовому центру» оказывает ряд американских организаций: «Церковь Иисуса Христа Святых последних дней» (более известная как мормоны), «Международный центр изучения религии и права» (МЦИПР) при мормонском Университете Бригама Янга, г. Прово, штат Юта, США.
В 2009 году в ежегодном докладе «Поддержка США прав человека и демократии в мире» Бюро по вопросам демократии, прав человека и труда отмечалось, что проходят постоянные встречи представителей Государственного департамента США с приезжающими в США сотрудниками «Славянского правового центра».
Славянский правовой центр тесно сотрудничает с Американским центром закона и правосудия
Европейский центр защиты прав человека при Лондонском университете Метрополитен является официальным партнёром Славянского правового центра с 2006 года. Славянский правовой центр реализует совместную программу с Европейским центром защиты прав человека, направленную на помощь организациям и частным лицам, обращающимся в Европейский Суд по правам человека по поводу религиозной и этнической дискриминации, свободы слова, свободы объединения и связанным вопросам.
Кандидат социологических наук, доцент ТГПУ А. В. Филькина отмечает, что «существуют отдельные негосударственные объединения, в которых социологи участвуют в качестве экспертов, в частности Славянский правовой центр, с которым работает группа С. Филатова, В. Кравчук (РАГС)».

## Отзывы
Глава Центра по изучению социально-религиозных проблем Института Европы РАН А. А. Красиков касаясь вопроса «Декларации о правах и достоинстве человека» предложенной Всемирным русским народным собором высказал мнение, что "С аргументированной критикой нового документа Церкви выступили светские юристы и правозащитники. Так, Славянский правовой центр, много лет оказывающий юридическую помощь тем религиозным объединениям, которые подвергаются дискриминации как на общероссийском уровне, так и особенно на местах, в специальном заявлении подчеркнул, что «автор концепции прав человека РПЦ осознанно ставит православное понимание прав личности вне правового поля; права человека подменяются представлением о „человеческом достоинстве“, а гражданская свобода диктатом религиозной традиции»".
Заведующий сектором научной информации Русской христианской гуманитарной академии В. А. Егоров в интервью исследовательской службе «Среда» в ответ на вопрос «Из каких источников Вы черпаете информацию по работе?» высказал следующее мнение: «На первом месте — ReligioPolis, далее могу сослаться на Славянский правовой центр, куда я регулярно захожу, могу сослаться на то, что делает Роман Лункин — „Религия и Закон“. Также просматриваю Портал-Credo.Ru и „Богослов.ру“, получаю множество рассылок.».